# Musée de la rose (Kalanzak)

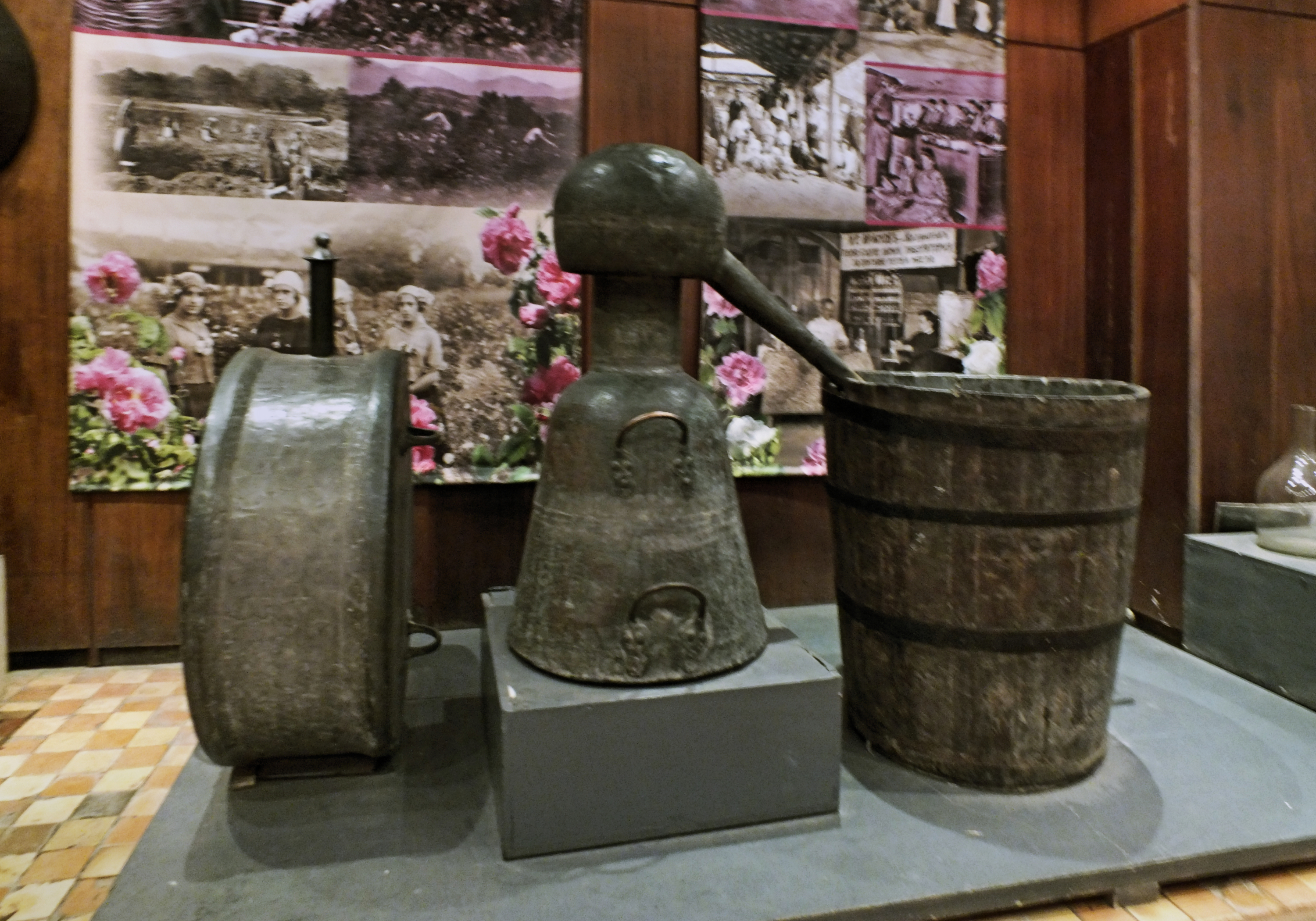
Alambic exposé au musée de la rose à Kazanlak.

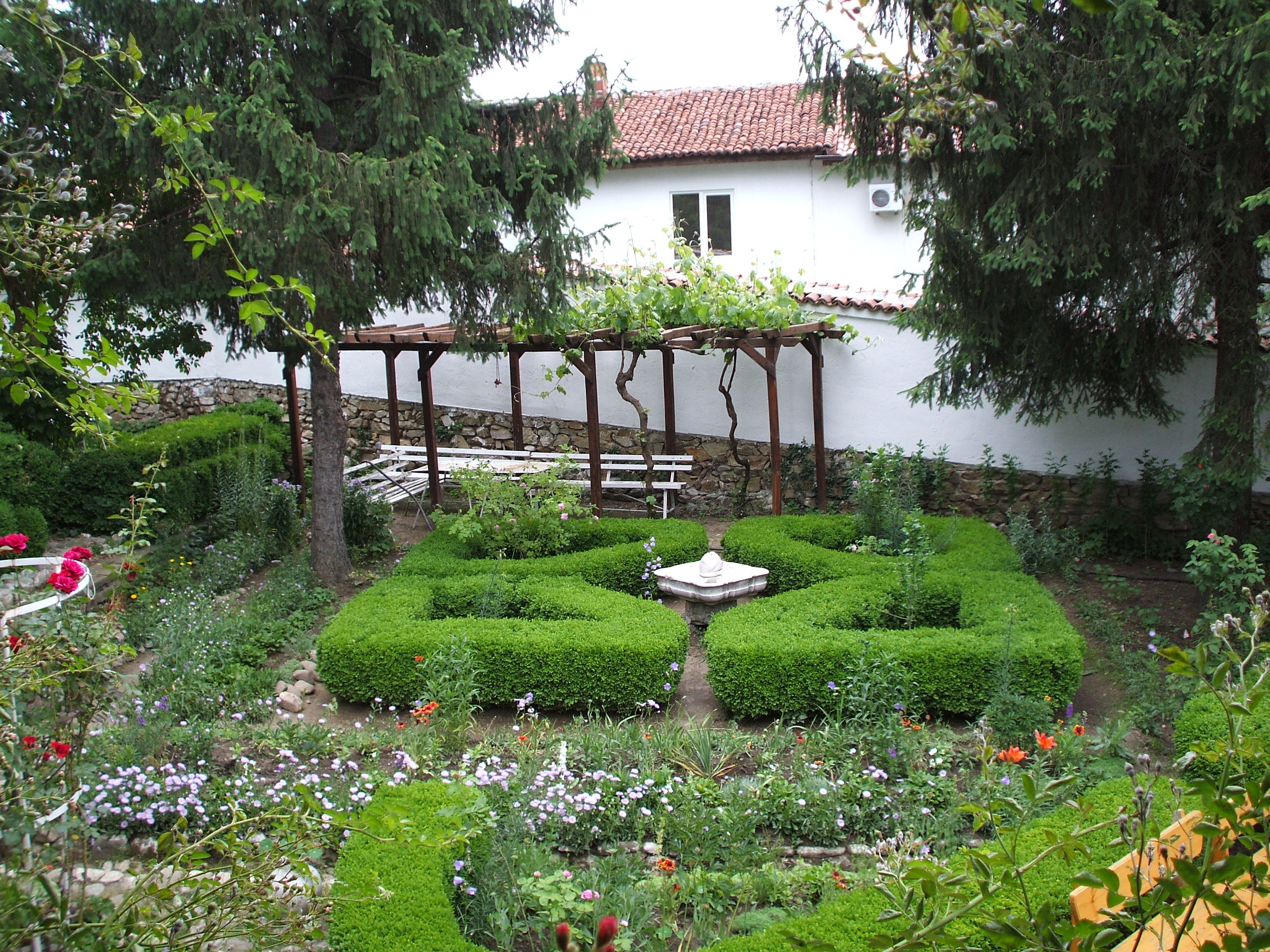
Cour du musée de la rose.

Le musée de la rose est un musée situé à Kazanlak (Bulgarie) et consacré à la « Rose de Kazanlak » (Rosa sect. Gallicanae). Ce musée, fondé en 1969, contient environ 15 000 objets, liés à la cueillette et la production des roses dans la Vallée des roses en Bulgarie.
Le musée dispose d’une collection importante d’objets, photos et documents qui retracent l'histoire de la production des roses galliques en Bulgarie. Dans le musée, sont également exposés des outils pour le traitement des jardins de roses et des récipients, qui servent à contenir et ensuite exporter l’huile essentielle de rose et l’eau de rose, des meubles et des vêtements traditionnels des habitants de la Vallée des roses. À l'intérieur du musée, on a restauré un magasin d’huile de rose ainsi que le premier laboratoire de distillation de l'huile essentielle de rose, créé en 1912 par Christo Yaramov, professeur de chimie à l’école de Kazanlak . Un des objets remarquables de l’exposition est un récipient d'huile de rose utilisé pour la dernière fois en 1947, mais qui conserve toujours l'arôme de la rose. Le musée propose aussi une confiture de roses et une liqueur de roses sur place.
Le 5 juin 2016, à l'occasion du festival des roses, le nouveau bâtiment du musée de la rose a été inauguré.